# بش‌قارداش
بِش قارداش، یکی از جاذبه‌های تاریخی، طبیعی و گردشگری بجنورد می‌باشد؛ که در زبان ترکی خراسانی به معنی پنج برادر  می‌باشد. این اثر در تاریخ ۱۱ دی ۱۳۸۰ با شمارهٔ ثبت ۴۵۷۵ به‌عنوان یکی از آثار ملی ایران به ثبت رسیده است.
در فضای فعلی پارک بش‌قارداش، فضای دلنشینی همراه با نمازخانه، چندین سوپر مارکت و امکانات کامل رفاهی جهت خدمت رسانی به مسافرین و گردشگرانی که به این استان سفر می‌کنند ایجاد گردیده است و در طول سال به ویژه در فصل بهار و تابستان، میزبان گردشگران و شهروندان این استان می‌باشد. [] همچنین بش‌قارداش محلی برای برگزاری نمایشگاه‌ها و جشنواره‌های مختلف می‌باشد.

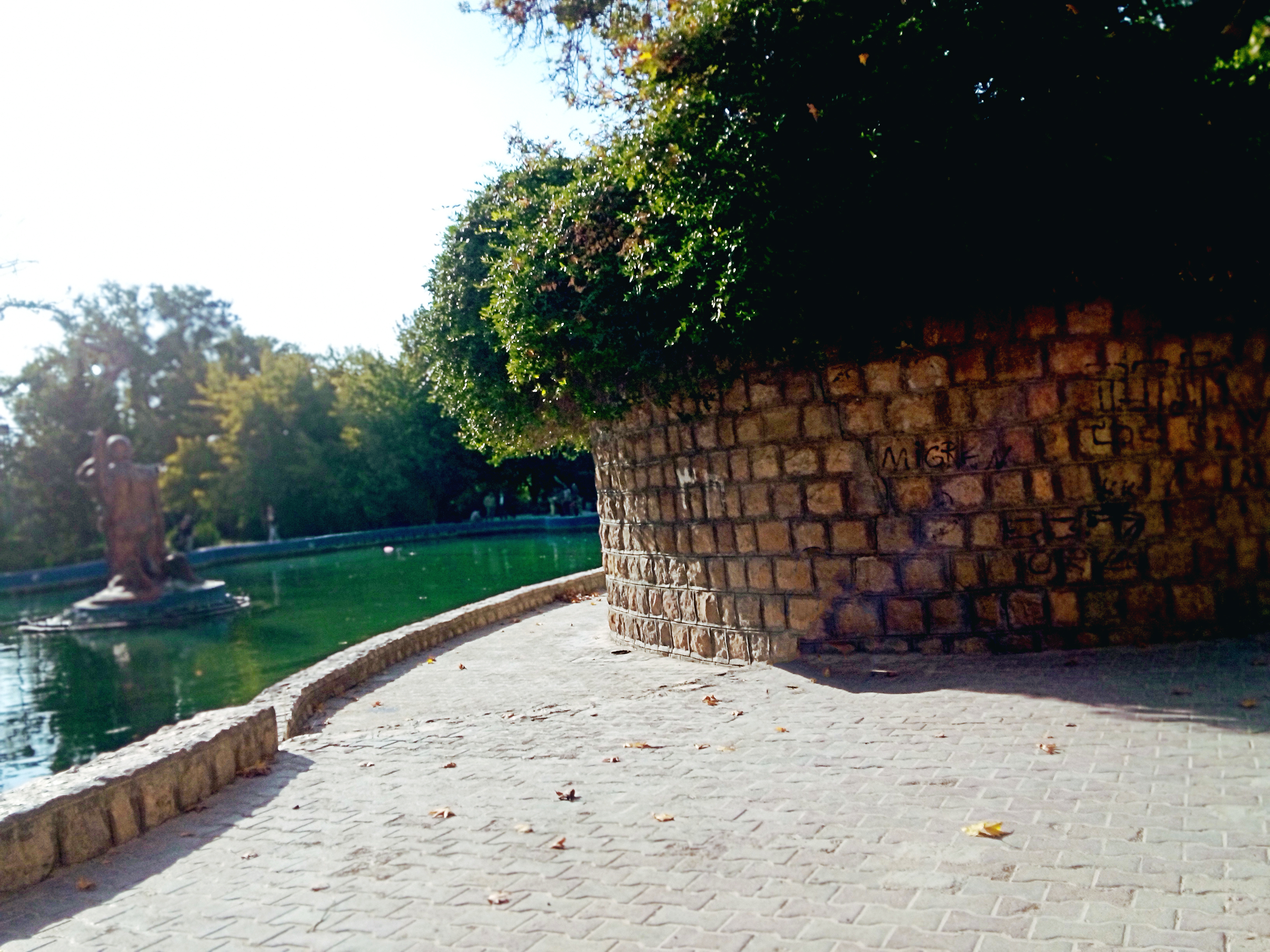
اطراف استخر اصلی

## نقطه جغرافیایی
این مکان در ۷ کیلومتری شهر بجنورد (مرکز استان خراسان شمالی) در مسیر جاده بجنورد اسفراین می‌باشد.

## تاریخی
پیش از اسلام در زمان اشکانیان و ساسانیان در این محل عبادتگاه پیشوایان کنتیس زرتشتی قرار داشته‌است. به سبب اقامت چهار فصل مغان به چهارمغان شهرت یافته‌است. طبق مدارک موجود آب چشمه به چهرمغان یا چرمغان موسوم بوده که هم‌اکنون نیز به این نام معروف است.
نام این مکان یعنی بش قارداش بر اساس داستانی تاریخی است که در بین مردم شهر جریان دارد. طبق این افسانه در روزگاران قدیم پنج برادر در شهر بجنورد زندگی می‌کردند که به دلیل مخالفت با ظلم و ستم حکمران تحت تعقیب مأموران قرار داشتند. این پنج برادر به همراه هم گریختند و مأموران نیز آن‌ها را تا این مکان تعقیب کردند. پنج برادر از خدا طلب کمک کردند، در این هنگام پنج سوراخ در کوه ایجاد شد که برادران به آن‌ها پناه بردند و از سوراخ‌ها آب گوارایی جاری شد. تا سال‌ها قبل و پیش از خشکسالی‌های شدید تعداد چشمه‌ها پنج عدد بود که تمامی آن‌ها آب بسیار داشتند. البته بعضی از افراد ناآگاه این موضوع را اینچنین نقل می‌کنند که چون پنج چشمه غار مانند سنگی وجود دارد نامشان بش قارداش شده‌است. قار (غار) و داش که در ترکی همان سنگ است. البته احتمالاً این روایت توسط مهاجران و کسانی آشنایی به زبان ترکی نداشته‌اند پدید آمده. در ترکی صفت قبل از اسم می‌آید. یعنی اگر اینگونه بود باید نام «بش داشلِه غار» به آن می‌دادند.
آب چشمه بش قارداش از کوهی سنگی و از پنج شکاف بزرگ و کوچک در پایین کوه بیرون می‌ریزد؛ که در روزگار دیرین آب چشمه در سمت بالا و میانه کوه بیرون می‌زده و هم‌اکنون شکاف‌ها و مسیرهای آب نیز بر روی کوه جای مانده‌است.
در پایین کوه یک شعار سنگ تراشیده‌ای وجود دارد که شعار زرتشتیان یعنی پندار نیک، گفتار نیک و کردار نیک بر روی کوه حک شده‌است سنگتراش این اثر اسماعیل جزمی نقاش، خطاط و سنگ‌تراش بجنوردی می‌باشد که در سال ۱۳۰۰ و اندی این سخن را تراشیده و به گفته خودش برای در یاد ماندن در دل‌ها تاریخ آن را به ۱۳۰۰ خورشیدی نوشته‌است.
در سمت چپ کوه و بش قارداش یک بنای تاریخی که به دستور ناصرالدین شاه قاجار ساخته شده هم‌اکنون پابرجاست و در سال‌های قبل چندی از خاندان شادلو بجنورد در آن دفن شده‌اند.
در روبروی استخر اصلی بش قارداش یک دروازه از حدود ۲۰۰ سال پیش تا کنون پابرجاست.

سراسرنمایی از استخر اصلی بش‌قارداش و نمایی کلی از بنای تاریخی مقبره سردار مفخم

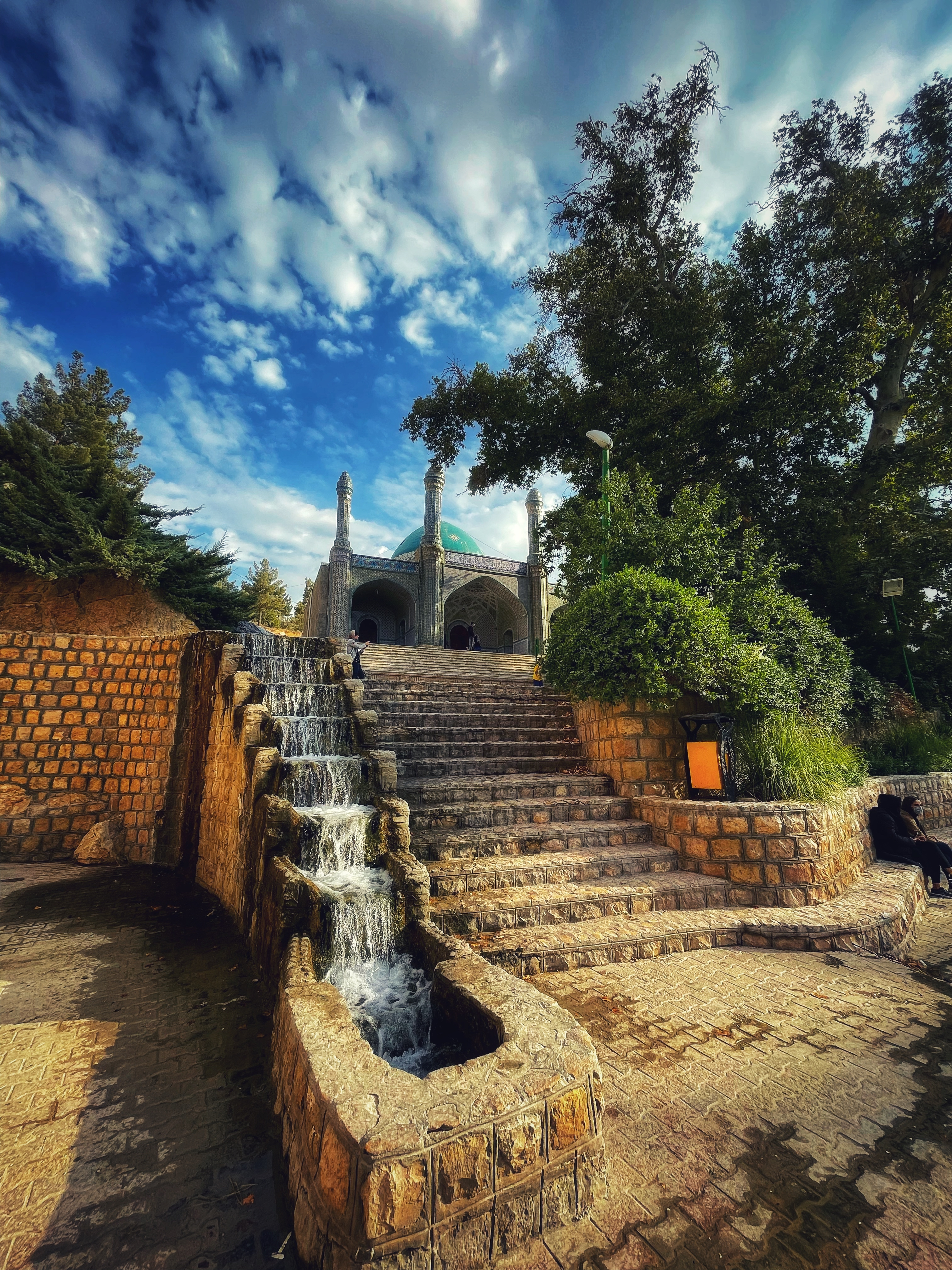

## خواص معدنی آب بش قارداش

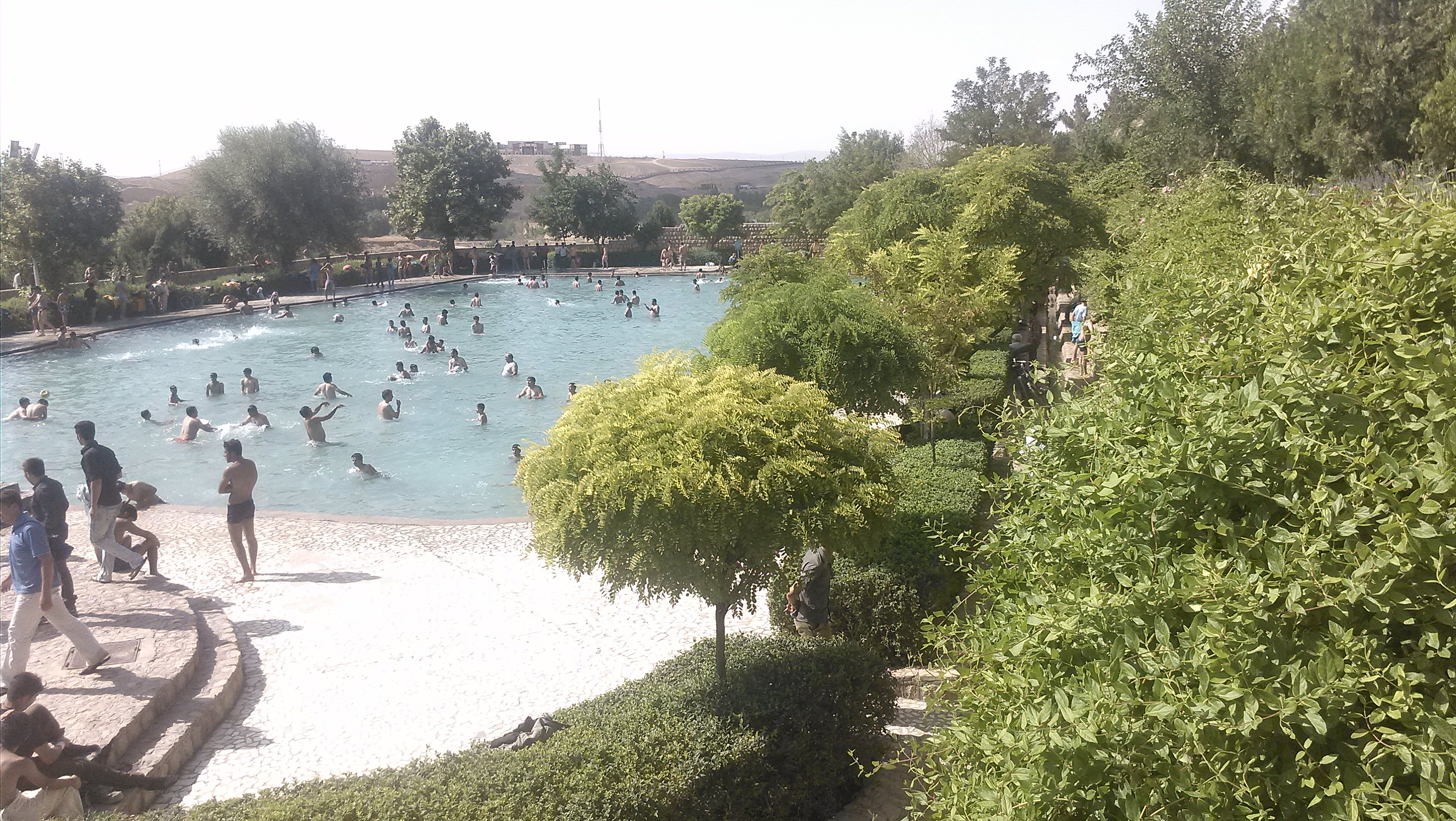
استخر شنای مجموعه تفریحی بش قارداش

آب چشمه بش قارداش در آبشناسی پزشکی جهت درمان بیماری‌های تغذیه‌ای، اشکالات کبدی، صفرایی و ناراحتی‌های دستگاه ادراری دارای اهمیت خاصی می‌باشد.
در تحقیقات محمدرضا غفوری استاد دانشکده داروسازی دانشگاه تهران آب معدنی بش قارداش در شمار آب‌های بیکربناته، کلسیم و سولفاته کلروره سرد به همراه سیلیس و آثار آهن می‌باشد.
در اعلامیه بهداشت محیط شهرستان بجنورد به نقل از کتاب ایشان (شناخت آب معدنی و چشمه‌های ایران) اثرات درمانی آب بش قارداش چنین اعلام شده‌است.
در اختلالات دستگاه گوارش معده، کبد، لوزالمعده و روده مؤثر است در اثرات سوخت و سازکلوسیدها، پروتیدها، کلسترول به ویژه اسید اوریک.
در اعمال تغذیه در مورد بیماری‌های معده خاصیت قلیایی این آب‌ها به سبب خنثی کردن اسیدیته و وجود سیلیس اثر حفاظتی و تسکین دهنده دارد.
در مورد روده‌ها به‌طور مستقیم نیروبخش و به‌طور غیر مستقیم در اثر سهولت ترشحات صفرایی و لوزالمعده سبب تغییر محتویات شیمیایی و میکروبی محیط می‌گردند.
باید متذکر شد اینگونه آب‌ها در تورم روده‌ها در اثر تخمیر اثرات نیکویی دارند.
در مورد کبد و لوزالمعده از نظر تجربی گذشته از ازدیاد خاصیت، آمیلار، آب دهان و لوزالمعده نیروی اسیدزا، اوره آز، ساکاراز، آنزیمهای کلوتامیک و پیرودیک را بالا می‌برند.

## نگارخانه

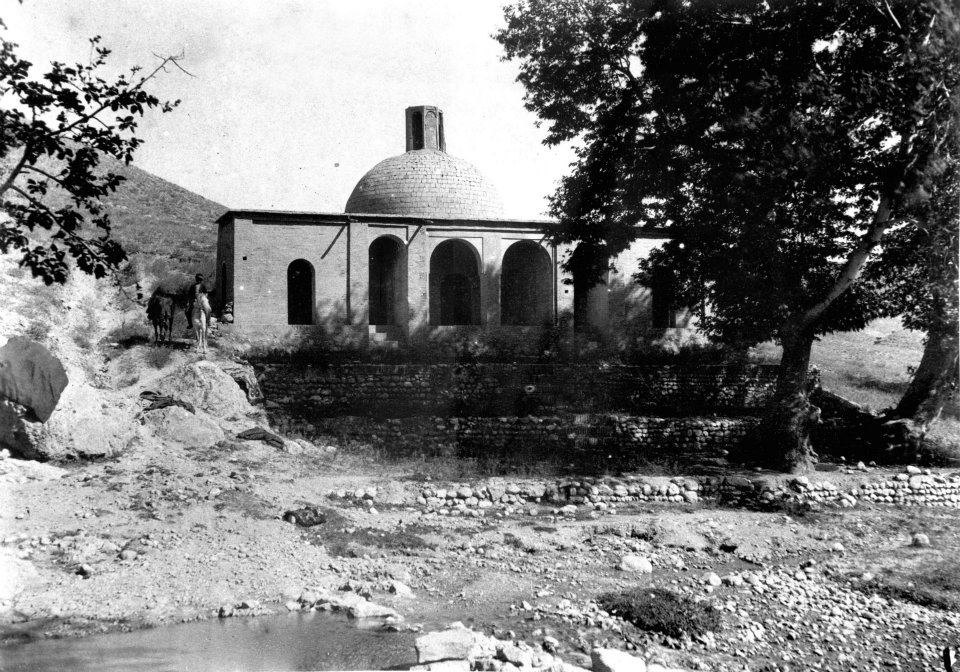
بش‌قارداش در دوران قاجاریه
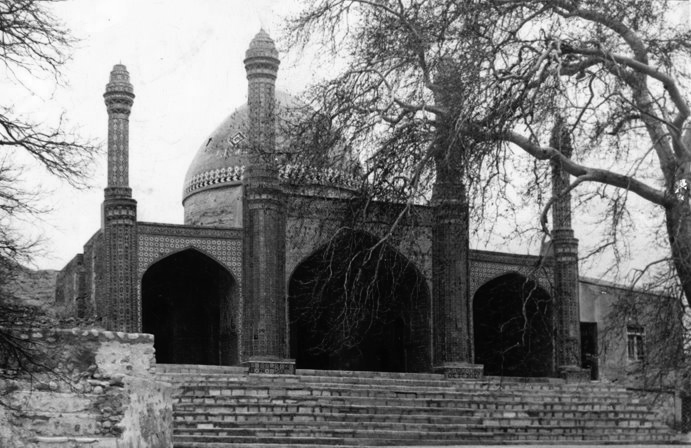
بش‌قارداش در دوران پهلوی
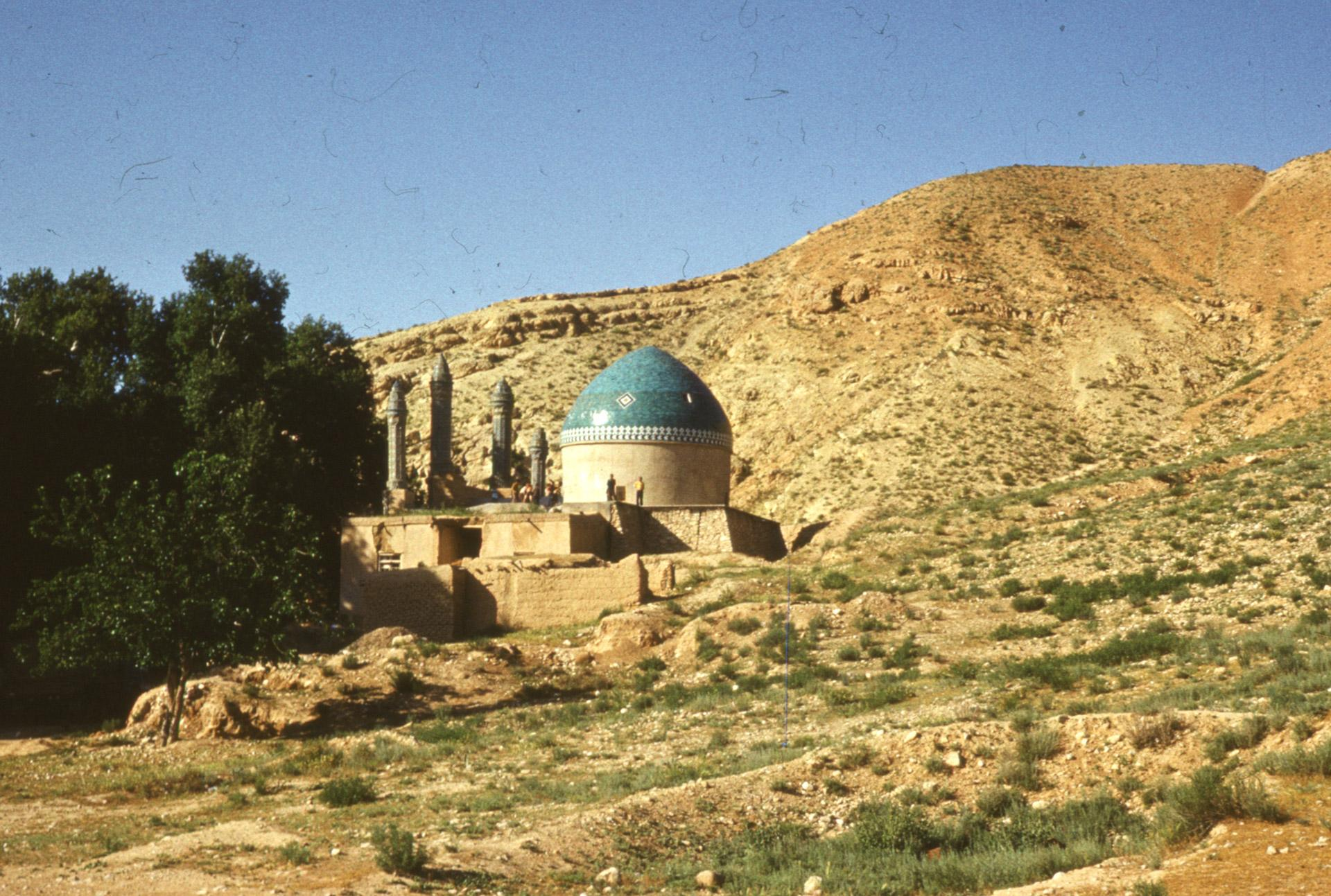
سال ۱۹۷۶
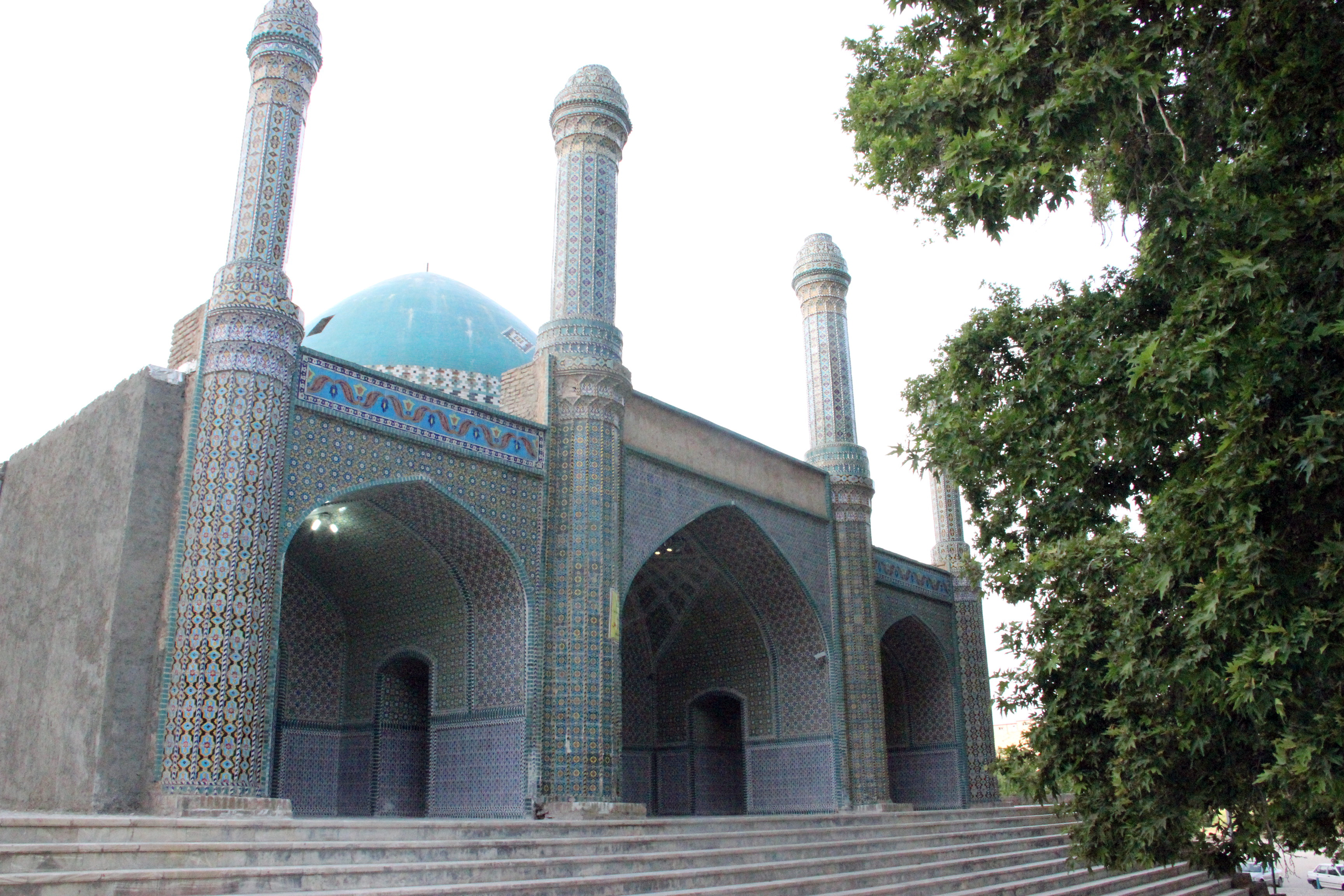
شکل کنونی آرامگاه سردار مفخم حاکم بجنورد در دوران قاجاریه
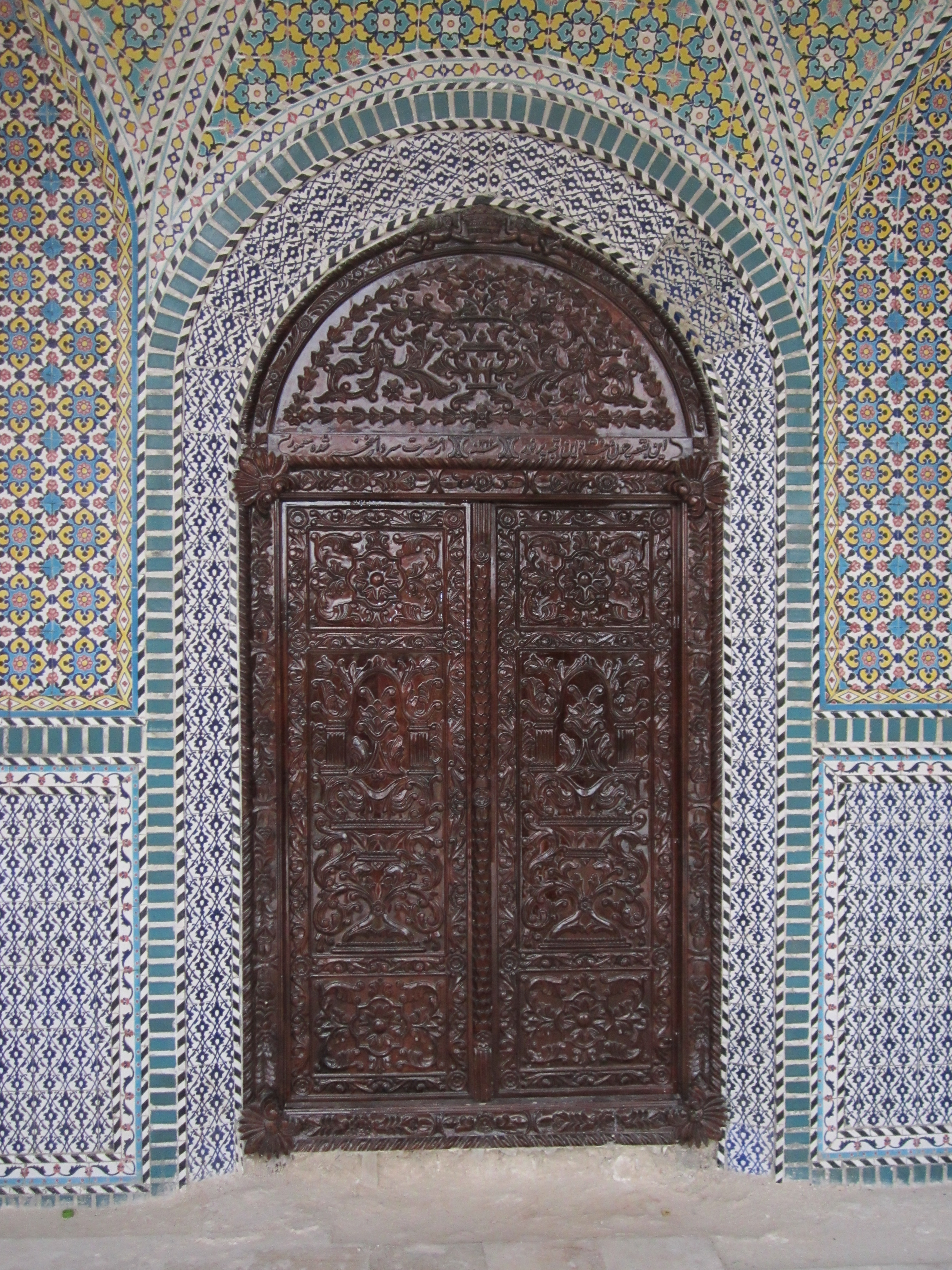
درب مقبره سردار مفخم
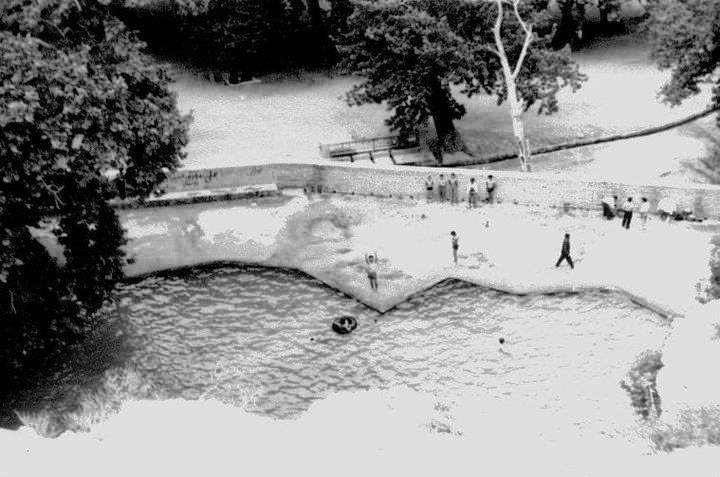
استخر بش‌قارداش در گذشته به شکل تاج بوده است.
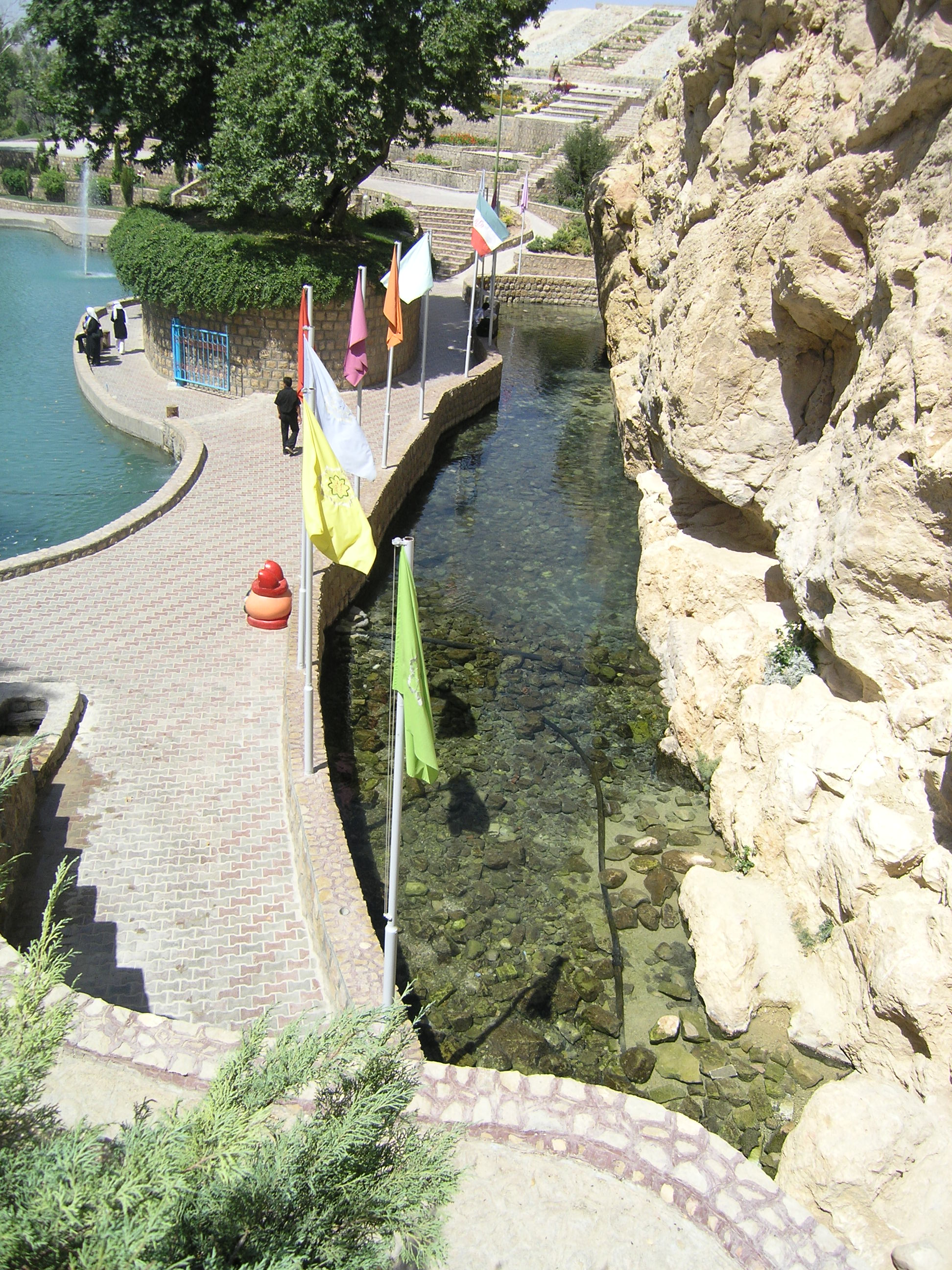
نمایی از چشمه بش‌قارداش
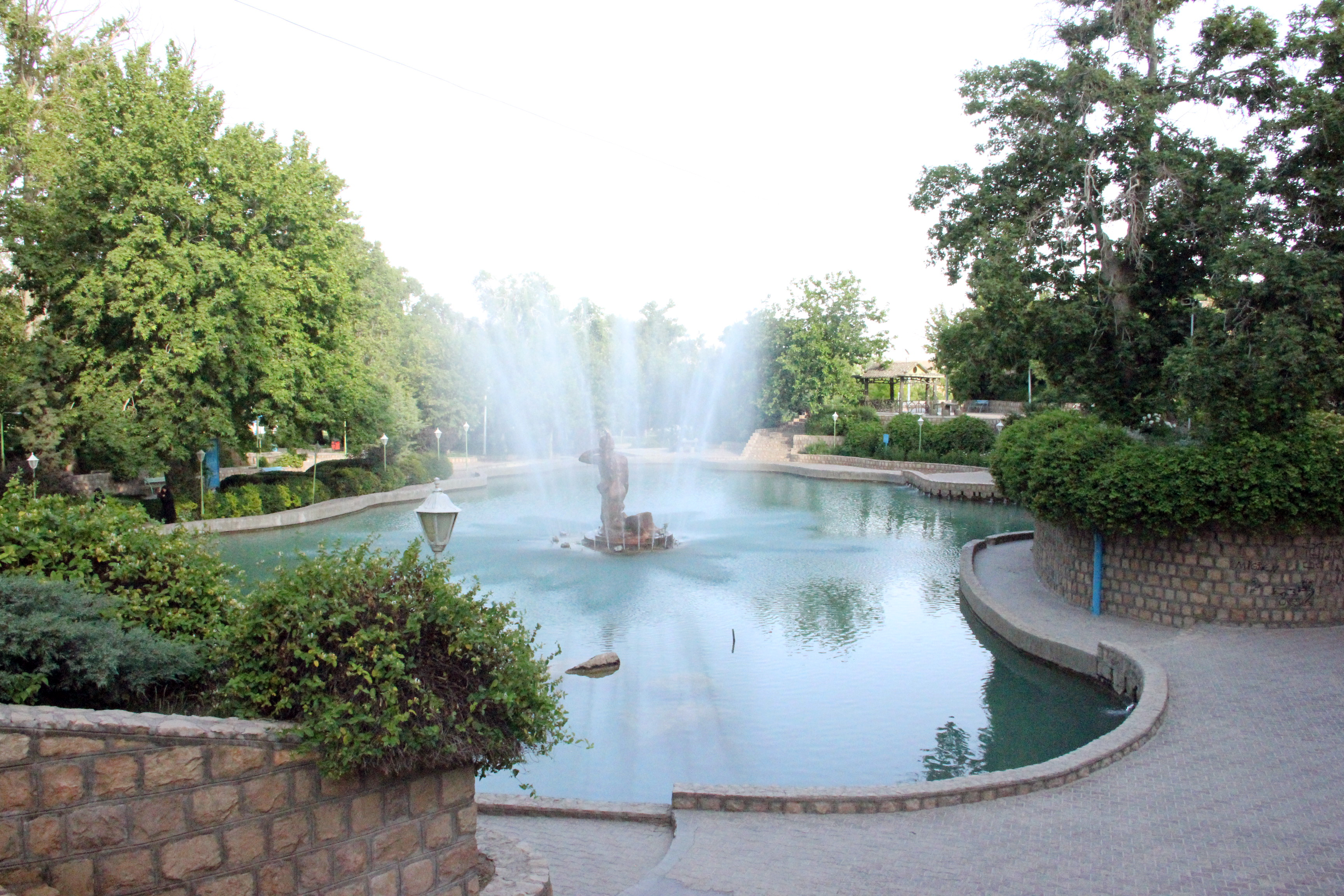
استخر  بش‌قارداش از موقعیت آرامگاه سردار مفخم
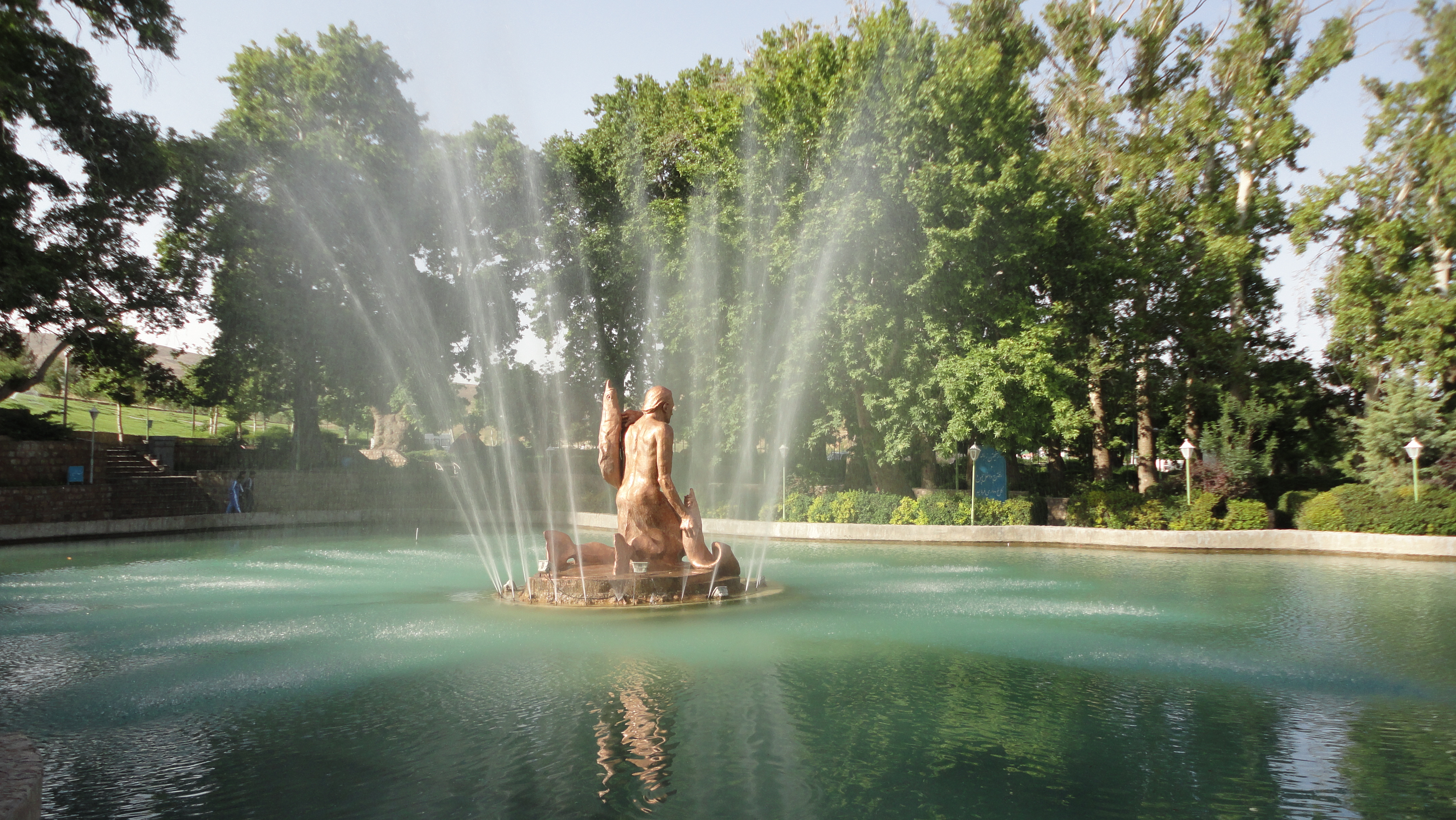
استخر بش‌قارداش از موقعیت چشمه
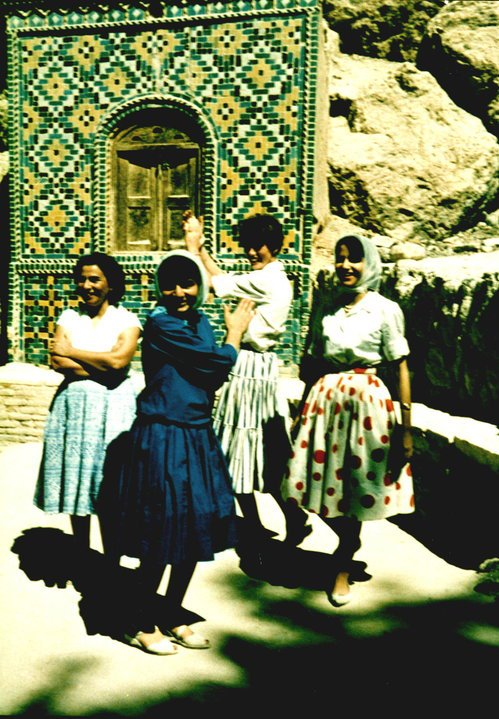
رقص کردی‌خراسانی در مقابل سقاخانه بش‌قارداش در پیش از انقلاب اسلامی در ایران، این بنا هم‌اکنون تخریب شده است.
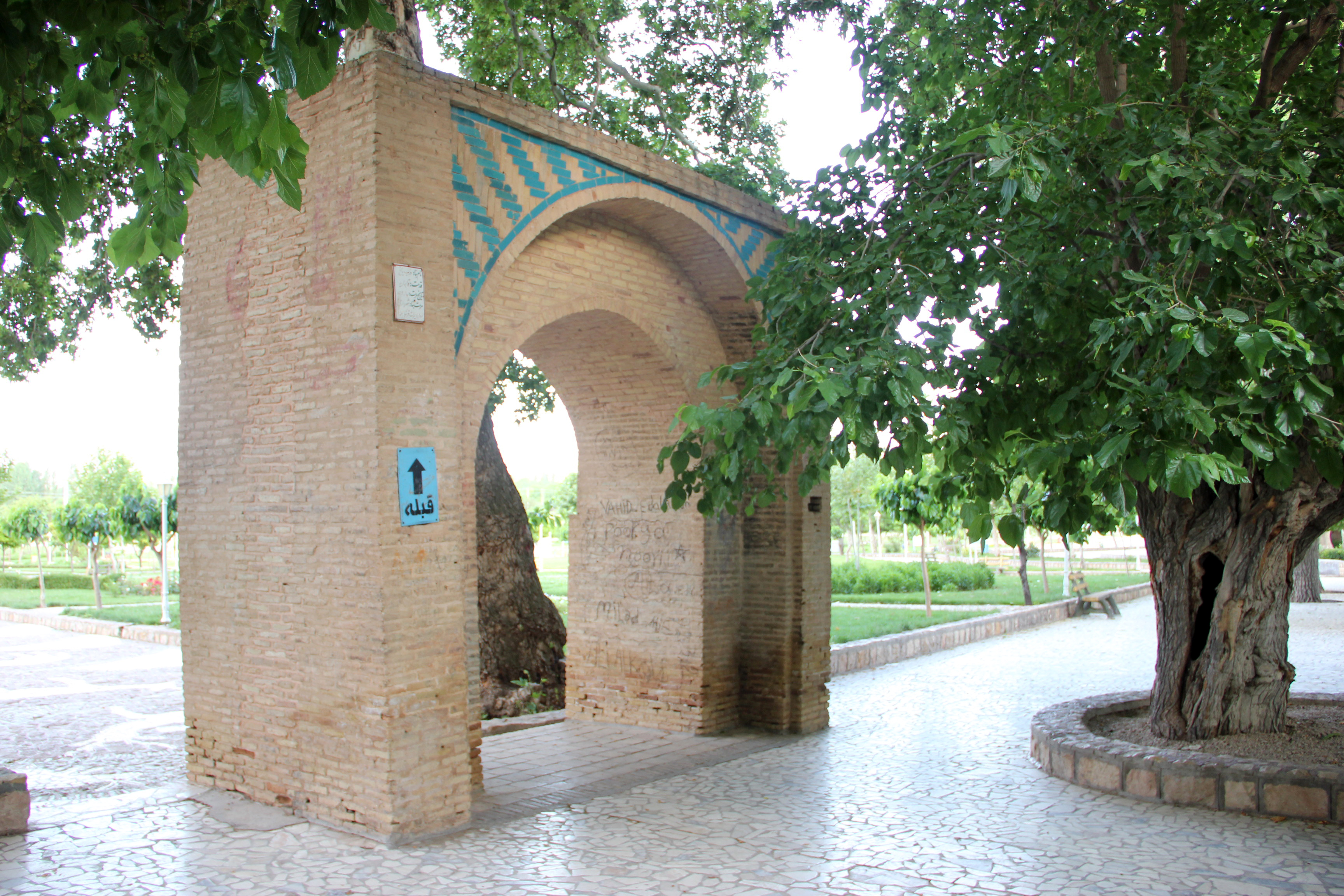
دروازه دوران قاجاریه بش‌قارداش که هم‌اکنون در میان قسمت قدیمی و جدید پارک قرار دارد.